# Wasilij Chomutnikow
Wasilij Aleksiejewicz Chomutnikow (ros. Василий Алексеевич Хомутников, ur. 23 listopada?/5 grudnia 1891 w stanicy Dienisowskiej w Obwodzie Wojska Dońskiego, zm. 4 lutego 1945 pod Budapesztem) – radziecki polityk i wojskowy mongolskiego pochodzenia, przewodniczący Centralnego Komitetu Wykonawczego Kałmuckiej ASRR (1935–1938).
1912–1917 służył w rosyjskiej armii, gdzie został starszym podoficerem. Brał udział w I wojnie światowej na terytorium Polski i Białorusi, od października 1917 do 1918 był w Czerwonej Gwardii. W październiku 1917 wstąpił do SDPRR(b), 1918–1930 żołnierz Armii Czerwonej, w maju–czerwcu 1918 zastępca dowódcy i dowódca eskadronu 1 pułku kawalerii 10 Armii, od lipca do października 1918 zastępca dowódcy 1 oddziału kozackiego S. Budionnego. 
Uczestnik wojny domowej na froncie carycyńskim (wrzesień 1918 – styczeń 1919), na Froncie Południowym i Południowo-Zachodnim (maj – wrzesień 1920), w obwodach kubańskim i terskim (wrzesień 1920 – marzec 1921) i przeciw wojskom Romana Ungerna-Sternberga w Mongolii (czerwiec – wrzesień 1921). Od lipca 1919 do lipca 1921 dowódca 1 Kałmuckiego pułku kawalerii, od czerwca do września 1921 dowódca zapasowego dywizjonu kawalerii, a w sierpniu–wrześniu 1921 1 Mongolskiego pułku kawalerii. 1924–1925 słuchacz Leningradzkich Kursów Kawaleryjskich Doskonalenia Kadry Dowódczej, 1930–1933 wojskowy komisarz Kałmuckiego Obwodu Autonomicznego, od 1933 do 2 listopada 1935 przewodniczący Komitetu Wykonawczego Obwodowej Rady Kałmuckiego Obwodu Autonomicznego. Od 2 listopada 1935 do lipca 1938 przewodniczący Centralnego Komitetu Wykonawczego Kałmuckiej ASRR, od lipca 1938 do 1941 przewodniczący Rady Najwyższej Kałmuckiej ASRR.
Od grudnia 1941 do sierpnia 1942 zastępca dowódcy 110 Dywizji Kawalerii w stopniu pułkownika. Od 30 sierpnia 1942 do lutego 1943 dowódca 110 Dywizji Kawalerii 4 Korpusu Kawalerii. Zginął w walkach na Węgrzech.

## Odznaczenia
- Order Czerwonego Sztandaru (dwukrotnie)
- Order Bohdana Chmielnickiego
- Order Czerwonej Gwiazdy
- Order Wojny Ojczyźnianej I klasy (pośmiertnie)

I medale.